# Now芒果台
now芒果台（英語：now Mango）是now TV與湖南衛視合辦的一條香港中文資訊娛樂頻道兼主打頻道，於2011年12月12日晚上9時正啟播。該頻道會播放湖南衛視的綜藝娛樂及資訊節目。2015年2月1日起停播。

## 歷史與發展
2011年7月7日，湖南衛視國際頻道從無綫網絡電視、香港有線電視和香港寬頻bbTV當中停播，為擴大在香港的市場力度。
2011年12月12日，與now TV合辦的now芒果台在103頻道開播。所謂的節目編排框架與湖南國際頻道相似，節目以國語廣播，廣告是now TV和芒果節目宣傳片，以粵語廣播。湖南衛視同步直播所有大型直播節目在now芒果台依然同步直播，包括湘軍團隊製作的青海衛視《花兒朵朵》選秀節目，另外還有自辦節目《操控音樂》和now寬頻電視的自助服務。
2015年2月1日，該頻道終止播映並會被「now jelli」取代。停播原因為湖南衛視與now TV終止合作，且湖南衛視實行版權分銷制度，且湖南國際頻道也取消與湖南衛視大型直播節目的同步直播。

## 播放節目
- 操控音樂（now芒果台自辦節目，曾在湖南國際頻道播出過後撤出）
- 花兒朵朵（湖南廣播電視台團隊製作，青海衛視選秀節目，該頻道有同步直播總決賽和安排帶狀重播賽事）
- 其餘均是湖南衛視熱播節目和歷屆節目，詳見湖南衛視上的節目字條以及湖南國際頻道的節目編排介紹

## now芒果台藝人／主持
| 名稱       | 節目             | 離開 nowTV 轉新工作 |
| ---------- | ---------------- | ------------------- |
| 袁文傑（Andrew） | 《操控音樂》主持 | 回巢無綫電視        |